# Jackie Lewis
Jack Lewis,  britanski dirkač Formule 1, * 1. november 1936, Stroud, Gloucestershire, Anglija, Združeno kraljestvo.
Jack Lewis je upokojeni britanski dirkač Formule 1. Debitiral je v sezoni 1961, ko je nastopil na petih dirkah in ob dveh odstopih in dveh devetih mestih je na dirki za Veliko nagrado Italije dosegel četrto mesto, kar je njegova edina uvrstitev med dobitnike točk v karieri. Tudi v naslednji sezoni 1962 je nastopil na petih dirkah, toda višje od osmega mesta na prvi dirki sezone za Veliko nagrado Nizozemske se mu ni uspelo uvrstiti, kasneje pa ni več dirkal v Formuli 1.

## Popolni rezultati Formule 1
(legenda) (odebeljene dirke pomenijo najboljši štartni položaj, poševne pa najhitrejši krog, †-uvrščen kljub odstopu)
| Leto | Moštvo          | Šasija     | Motor             | 1     | 2       | 3     | 4       | 5      | 6       | 7     | 8   | 9   | Prv | Toč |
| ---- | --------------- | ---------- | ----------------- | ----- | ------- | ----- | ------- | ------ | ------- | ----- | --- | --- | --- | --- |
| 1961 | H&L Motors      | Cooper T53 | Climax Straight-4 | MON   | NIZ     | BEL 9 | FRA Ret | VB Ret | NEM 9   | ITA 4 | ZDA |     | 13. | 3   |
| 1962 | Ecurie Galloise | Cooper T53 | Climax Straight-4 | NIZ 8 |         | BEL   | FRA Ret | VB 10  | NEM Ret | ITA   | ZDA | JAR | -   | 0   |
| 1962 | Ecurie Galloise | BRM P48/57 | BRM V8            |       | MON DNQ |       |         |        |         |       |     |     | -   | 0   |